# Homokmégy
Homokmégy es un pueblo ubicado en el distrito de Kalocsa, en el condado de Bács-Kiskun, Hungría.

## Superficie
Posee una superficie de 70,32 kilómetros cuadrados.

## Demografía
Hasta 2019 la población era de 1246 habitantes, con una densidad de población de 17,72 habitantes por kilómetro cuadrado.